# Baumschulenweg
Baumschulenweg (i Berlinslang även Baume) är en stadsdel i sydöstra Berlin, Tyskland, tillhörande det administrativa stadsdelsområdet Treptow-Köpenick.  Stadsdelen har 17 233 invånare (30 juni 2012).  Namnet kommer från plantskolan Späth'schen Baumschulen som grundades i området på 1860-talet.  Orten fick 1890 en hållplats på järnvägssträckan Berlin-Görlitz, vilket bidrog till nybyggnation i området.   Området införlivades med Berlin 1920 och bebyggdes med hyreshusbebyggelse under 1920-talet som en del i ett program för att lindra bostadsbristen i Berlin.
Stadsdelen tillhörde från andra världskrigets slut den sovjetiska ockupationssektorn och Östberlin fram till Tysklands återförening 1990.  Berlinmuren skilde Baumschulenweg från stadsdelarna Neukölln, Britz och Rudow som låg i Västberlin, med en gränsövergång vid gatan Sonnenallee. Sedan 2001 ingår Baumschulenweg i stadsdelsområdet Treptow-Köpenick.  Grannstadsdelarna i Treptow-Köpenick är, från norr till söder, Plänterwald, Oberschöneweide, Niederschöneweide och Johannisthal.
Till de mer kända byggnaderna i området hör den lutherska kyrkan Kirche zum Vaterhaus, uppförd 1911, pendeltågsstationen Baumschulenweg och det botaniska forskningsinstitutet Späth-Arboretum, sedan 1961 en del av Botaniska institutionen vid Humboldtuniversitetet.